# Dreamfall: The Longest Journey
Dreamfall: The longest journey è un videogioco per PC e Xbox uscito nel 2006 in stile ibrido avventura grafica creato da Ragnar Tørnquist per la norvegese FunCom, pubblicato dalla Micro Application e distribuito dalla Blue Label Entertainment.
Si tratta del seguito di The Longest Journey, pubblicato nel 2001.
Verso la fine del 2012 la Red Thread Games (capeggiata da Ragnar Tørnquist, ideatore della saga), dopo essersi staccata dalla Funcom, ha annunciato di essere al lavoro su un nuovo capitolo della saga Dreamfall Chapters la cui uscita è avvenuta nel novembre 2014, su PC e piattaforme Linux/Mac. Nel febbraio 2013 venne avviata la campagna Kickstarter per il finanziamento del progetto Chapters, il cui obiettivo primario di 850.000 dollari è stato raggiunto in appena nove giorni. La campagna si è conclusa il 10 marzo 2013.

## Doppiatori
- Cinzia Massironi - Zoe Castillo
- Lorella De Luca - April Ryan
- Claudio Moneta - Kian Alvane, il Vagabondo, Gordon il Guardiano, Azadi
- Matteo Zanotti - Kian Alvane (pensieri), Ribelli
- Daniele Demma - Corvo
- Alberto Olivero - Brian Westhouse, Cittadini di Venezia
- Cesare Rasini - Gabriel Castillo, Ary Kinryn, Elwyn
- Rosa Leo Servidio - Diane, Jama Mbaye, Maha Delle Sei
- Diego Sabre - Ryan, Capitano, Cittadini di Mercuria
- Tosawi Piovani - Faith, Olivia DeMarco, Lucia, Abya Delle Sei, Cittadini di Venezia
- Tony Fuochi - Wonkers, Mercante di Spezie, Alvin Peats, Azadi
- Roger Mantovani - Resa Temiz, Damien Cavanaugh
- Esther Ruggiero - Helena Chung, Riko, Cittadini di Venezia, Ribelli
- Lorenzo Scattorin - Interrogatore, Vinnie
- Gianmarco Ceconi - Brynn, Cittadini di Casablanca
- Marco Pagani - Chawan, Roper Klacks
- Alessandra Felletti - Na'ane, Emma De Vrijer, Karen
- Aldo Stella - Cinese, Chavez, Cittadini di Mercuria
- Annamaria Tulli - Hostess Della Frangia, Scienziata, Sam Gilmore, Drago Bianco
- Gianluca Iacono - Charlie, Azadi
- Francesco Orlando - Marcus Crozier, Cittadini di Venezia
- Patrizia Scianca - Benrime Salmin, Yona Delle Sei, Hiro, Sahya, Sela, Cittadini di Casablanca
- Gianni Quilico - Bob il Cieco, Ucello di Sorveglianza, Scienziato Lee, Azadi, Cittadini di Mercuria
- Marco Balzarotti - Mercante di Pesce, Com. Vamon, L'Ombroguida, Emissario Popolo Oscuro, Cittadini di Casablanca
- Monica Pariante - Crazy Clara, Computer Wati
- Adele Pellegatta - Minstrum Magda, Obaasan
- Stefano Albertini - Garmon Koumas, Direttore Murron, Cittadini di Casablanca, Azadi
- Flavio Arras - Guardia del museo, Affarista, Azadi, Cittadini di Mercuria
- Elisabetta Cesone - Nonna, Jeanine Park, Cittadini di Mercuria